# Marknadsvärde
Marknadsvärde är en term inom marknadsekonomin. Marknadsvärde kan beskrivas som det pris en produkt eller tjänst handlas till på en marknad. Marknadsvärdet av ett företag bestäms inte enbart av existerande materiella tillgångar, utan påverkas i stor utsträckning av förväntningar. 
En investerare ser till hur stor avkastning en investering förväntas ge i förhållande till dess risk. En riskfylld investering måste dock ge en avkastning som är större än den riskfria räntan, representerad av exempelvis statsskuldväxlar (givet att investeringen är positivt korrelerad med marknadsrisken och att aktörer är riskaversiva). När ett företag tillkännager en nyhet eller släpper en resultatrapport kan marknadsvärdet förändras både uppåt och nedåt, beroende på hur marknaden tror att rapporten kommer att påverka lönsamheten.
Exempel: Företag A har materiella tillgångar värda 100 miljoner kronor och en inkomst på 10 miljoner kr per år. Bolaget kan vara värt mer eller mindre än 100 miljoner kr, beroende på skulder, eventuella immateriella tillgångar (exempelvis kunskap om medicin), förväntad framtida vinstutveckling och företagets risk.